# محمد علاء الدين صديقي
محمد علاء الدين صديقي (1 يناير 1936 - 3 فبراير 2017) عالم إسلامي. اعتاد الظهور في البرامج التعليمية الإسلامية على ARY QTV و Noor TV. وأسس مدارس للتعليم الديني وغير الديني ومساجد في باكستان وإنجلترا. وظهر في برامج إسلامية في ARY Q TV و NOOR TV. كما كان مؤسسًا لجامعة محي الدين الإسلامية في نيريان شريف وكلية محي الدين الإسلامية للطب في ميربور.

## تعليم
درس صديقي تعليمه الإسلامي المبكر في حضور والده بير غلام محي الدين. في وقت لاحق، درس في جامعة حقيقة العلوم مشكاة شريف وجلالين. قاده شغفه لمزيد من الدراسات إلى جامعة نعيمية لاهور حيث أكمل الدروس. ثم شارك في الدورة القرآنية مع عبد الغفار الهزراوي. أكمل بعد ذلك تعليم الحديث المباركة من سردار أحمد شيشتي.

## احتجاج على الإسلاموفوبيا
في 6 أكتوبر 2012 للتعبير عن غضبه من فيلم براءة المسلمين، دعا صديقي إلى احتجاج خارج برلمان لندن. وناشد المسلمين أن يتحدوا تحت لواء نبي الإسلام. وتحدث عن أهمية وجود جبهة موحدة للأمة الإسلامية ضد الإسلاموفوبيا.
تجمع آلاف المسلمين خارج مجلس النواب في لندن يوم السبت أكتوبر 2012، للتعبير عن مشاعرهم تجاه تكريم محمد. وحضره مسلمون من جميع طوائف المجتمع الإسلامي، بما في ذلك المتحدثون من السنة والشيعة.

## الجوائز والتكريمات
في 10 يونيو 2012، مُنح صديقي جائزة الإنجاز مدى الحياة للخدمات الإنسانية والتعليمية والصحية من قبل معهد السلام والتنمية. وظهر اسم صديقي سبع مرات في قائمة أكثر 500 مسلم مؤثر في قائمة الوعاظ والقادة الروحيين من المملكة المتحدة. (من الطبعة الثالثة إلى الطبعة التاسعة). كما ورد اسمه في قائمة الدعاة والقادة الروحيين من المملكة المتحدة 

## وفاته
توفي علاء الدين صديقي يوم الجمعة 3 فبراير 2017 في لندن بعد إصابته بمرض. وصليت عليه صلاة الجنازة، فأقيمت الأولى في أوستن بارك في برمنغهام بحضور أكثر من 20000 شخص، وأما صلاة الجنازة ابنه الأكبر سلطان العارفين صديقي في مسقط رأسه نيريان شريف فحضره أكثر من 50000 شخص.